# Sven Strömberg
Sven Strömberg   (Karlskrona, 22 de gener de 1911 - Göteborg, 22 d'octubre de 1986) fou un atleta suec, especialista en curses de velocitat, que va competir durant la dècada de 1930.
El 1936 va prendre part en els Jocs Olímpics d'Estiu de Berlín, on disputà dues proves del programa d'atletisme. Fou cinquè en la cursa dels 4x400 metres relleus, mentre en la dels 400 metres quedà eliminat en sèries.
En el seu palmarès destaca la medalla de bronze en els 4x400 metres relleus del Campionat d'Europa d'atletisme de 1934 i dos campionats nacionals dels 400 metres.

## Millors marques
- 400 metres. 48.03" (1934)[1][3]